# Чейбеккёль

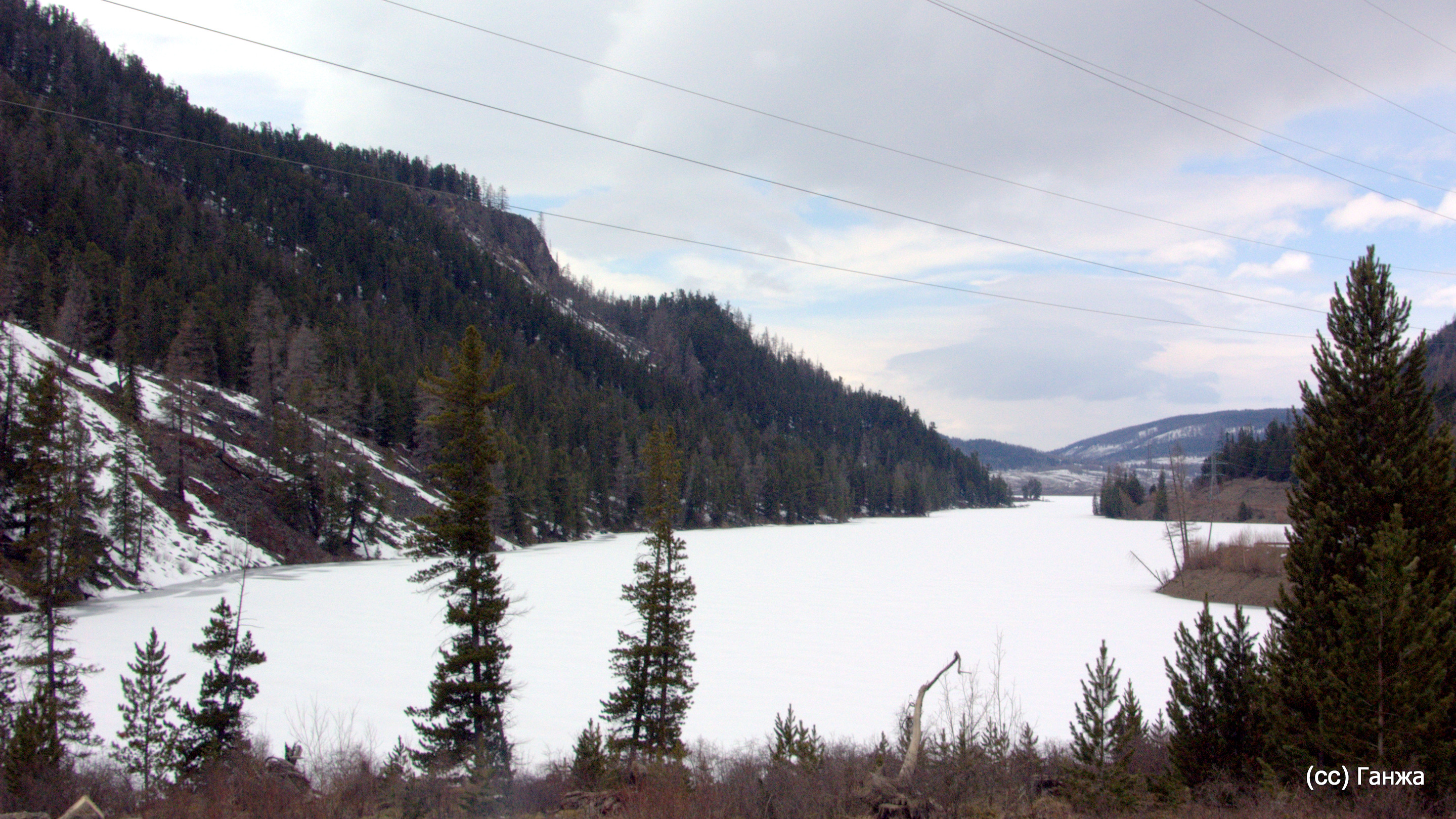

Чейбеккёль или Чебек-куль (алт. Чӧйбӧк Kӧль — «Вытянутое озеро»), или Мёртвое озеро — озеро в Алтайских горах. Находится в Улаганском районе Республики Алтай РФ, в верховьях реки Чибитка. Высота над уровнем моря — 1816,2 м или 1949 м.

## Образование
Озеро создано в результате подпруживания реки конусом выноса, выдвинувшимся в долину с восточного склона. Чейбеккёль относится к завальному типу озёр.

## История освоения озера
Раньше в озере не водилась рыба, поэтому его назвали Мёртвым. По первоначальным предположениям, в озере большое содержание ртути, поэтому там нет никакой жизни. Легенды говорят, что на берегах озера буйствовали злые духи. Это и послужило Ивану Ефремову поводом для написания рассказа «Озеро горных духов». Однако по результатам исследований сотрудников Томского университета, изучавших биофизику озера, содержание ртути в воде в пределах нормы, а рыба не водится там по той причине, что она не смогла подняться по крутой реке Чибитке. Сейчас озеро арендовано, и там разводят рыбу.